# Sparber
Sparber är ett berg i Österrike.   Det ligger i distriktet Salzburg-Umgebung och förbundslandet Salzburg, i den centrala delen av landet, 220 km väster om huvudstaden Wien. Toppen på Sparber är 1 502 meter över havet, eller 517 meter över den omgivande terrängen. Bredden vid basen är 1,5 km. Sparber ligger vid sjön Wolfgangsee.
Terrängen runt Sparber är bergig österut, men västerut är den kuperad. Närmaste större samhälle är Bad Ischl, 11,4 km öster om Sparber. 
I omgivningarna runt Sparber växer i huvudsak blandskog. Runt Sparber är det ganska tätbefolkat, med 70 invånare per kvadratkilometer.